# DSA-251
La DSA-251 es una carretera perteneciente a la Red Secundaria de la Diputación Provincial de Salamanca que une las carreteras  N-630  y  DSA-250 
También pasa por la localidad de Fuentes de Béjar.

## Origen y Destino
La carretera  DSA-251  tiene su origen en Fuentes de Béjar en la intersección con la carretera  N-630 , y termina en el mismo municipio en la intersección con la carretera  DSA-250 , formando parte de la Red de carreteras de Salamanca.